# Waiting for the Dawn
Waiting For The Dawn (в переводе с англ. — «В ожидании рассвета») — дебютный сольный, студийный, концептуальный альбом финского музыканта Тимо Котипелто, вышедший в  2002 году.

## Об альбоме
Waiting For The Dawn концептуальный альбом, рассказывает о мифах, божествах и правителях Древнего Египта.

## Список композиций
1. Intro — 00:58
2. Travel Through Time (Путешествие Сквозь Время) — 03:56
3. Beginning (Начало) — 03:40
4. Lord Of Eternity (Повелитель Вечности) — 04:04
5. Knowledge And Wisdom (Знание И Мудрость) — 03:54
6. Battle Of The Gods (Битва Божеств) — 05:04
7. Beauty Has Come (Красавица Грядет) — 04:54
8. Vizier (Визирь) — 04:20
9. Chosen By Re (Избранный Ра) — 07:16
10. Waiting For The Dawn (В Ожидании Рассвета) — 05:20
11. Arise (Возрождение) — 1:30
12. The Movement Of The Nile (Течение Нила) — 1:30

## Синглы
- Beginning (2002)

## Участники записи
- Timo Kotipelto — вокал;
- Jari Kainulainen — бас;
- Mike Romeo — гитара;
- Janne Wirman — клавишные, фортепиано;
- Mirka Rantanen — ударные;
- Mikko Harkin — клавишные;
- Roland Grapow — гитара;
- Sami Virtanen — гитара;
- Gas — ударные.